# Elefantina
Elefantina (arap. الفنتين, grč. Ἐλεφαντίνη) je egipatski otok u rijeci Nil, ispod prvog katarakta. Otok se proteže oko 1200 metara u dužinu, odnosno 400 m u širinu. Danas je sastavni dio grada Asuana. Pretpostavlja se kako je otok dobio ime zbog trgovanja slonovačom u antičko doba.
Na Elefantini postoje velike količine crvenog granita koji je u Starom Egiptu bio vrlo cijenjen, a faraoni su ga koristili za svoje građevinske projekte. U to doba Elefantina je bila strateško mjesto na granici između Egipta i Nubije. Drevno ime Elefantini bilo je „Abu“. Prema egipatskoj mitologiji u pećinama ispod otoka bio je dom boga Hnum koji je kontrolirao vodopade i vode Nila. Božanstva Hnum, Satis i Anuket su bili poštovani u hramovima na otoku kao „Elefantinska trijada bogova“. 

## Vanjske poveznice
- Elefantina (enciklopedija Britannica)
- Otok Elefantina (egyptsites.wordpress.com)